# BotswanaPost
BotswanaPost (укр. БотсванаПост) — національний оператор поштового зв'язку Ботсвани зі штаб-квартирою в Габороне. Є державною компанією та підпорядковується уряду Ботсвани. Член Всесвітнього поштового союзу.

## Історія
Поштова служба в Ботсвані походить з 1875 року, коли Лондонське місіонерське товариство заснувало службу. Тоді пари «бігунів» доставляли пошту між двома точками на відрізку від Булавайо в сучасній Зімбабве до Мафікенг в сучасній ПАР. Пізніше, після побудови залізниці, бігунів замінив поїзд. В кінці 1990-х років поштове відділення Ботсвани отримало власний парк транспортних засобів для перевезення пошти і посилок. Поштове відділення, створене місіонерами в кінці XIX століття, перетворилося в поштову службу протекторату Бечуаналенд. Після здобуття Ботсваною незалежності в 1966 році служба була перетворена в Департамент пошти і телеграфу. У той час в число пропонованих послуг входив Ощадний банк поштового відділення.
У 1980 році Ботсванська телекомунікаційна корпорація була виділена в якості незалежного напівдержавного органу. Два роки по тому Ощадний банк Ботсвани також був виділений як незалежної установи. Нарешті, в 1989 році Ботсванська пошта стала окремою юридичною особою. Ощадний банк Ботсвани уклав угоду з поштою Ботсвани про надання банківських послуг через майже 120 поштових відділень по всій Ботсвані.

## Музей філателії
Пошта Ботсвани відкрила невеликий філателістичний музей в своїй штаб-квартирі в Габороне.